# Mimetisme molecular
El mimetisme molecular és una de les estratègies de mimetisme que fan servir els microorganismes per escapar dels atacs de l'organisme hoste.
Un exemple de mimetisme molecular és el dut a terme per Streptococcus pyogenes, que, en modificar la seva càpsula, modifica la seva estructura antigènica, fent que no se'l pugui reconèixer com a patogen de l’hoste, concretament el que fa és modificar la seva càpsula sintetitzant un àcid hialurònic, i es converteix així en inofensiu de cara a l'hoste.
Un altre exemple de mimetisme molecular és el que duen a terme els factors d'alliberament RF1, RF2 i RF3. En el cas de la síntesi de proteïnes, aquests factors d’alliberament, que són proteïnes, simulen l’acció d’un ARNt alliberant la proteïna acabada de formar. Els RF1 RF2 i RF3 funcionen com a factors d’alliberament de bacteris, mentre que només els RF1 i RF3 tenen una importància extrema en l’última fase de síntesi de proteïnes per als eucariotes.

## Implicacions en les malalties humanes

### Malalties del sistema nerviós central
S'ha demostrat que el virus VIH-1 causa malalties del sistema nerviós central (SNC) en humans a través d'un aparell d'imitació molecular. La gp41 de VIH-1 es fa servir per unir quimiocines en la superfície cel·lular de l'hoste, de manera que el virus pugui entrar dins l'hoste. Els astròcits són cèl·lules del SNC que s'utilitzen per regular les concentracions de K+ i neurotransmissors que ingressen dins del líquid cefalorraquidi (LCR) per contribuir a la barrera hematoencefàlica. Una seqüència de dotze aminoàcids (Leu-Gly-Ile-Trp-Gly-Cys-Ser-Gly-Lys-Leu-Ile-Cys) en la proteïna gp41 del virus VIH-1 (regió inmunodominant) mostra homologia de seqüència amb dotze aminoàcids en la superfície dels astròcits humans. Es produeixen anticossos per a la proteïna gp41 del VIH-1. Aquests anticossos poden reaccionar de forma creuada amb astròcits dins el teixit del SNC humà i actuar com autoanticossos. Això contribueix a moltes complicacions del SNC que es troben en pacients amb SIDA.
El virus de l'encefalomielitis murina de Theiler (TMEV) condueix l desenvolupament en ratolins d'una resposta progressiva intervinguda per cèl·lules T CD4 + després que aquestes cèl·lules s'hagin infiltrat en el SNC. S'ha demostrat que aquest virus causa una malaltia del SNC en ratolins que s'assembla a l'esclerosi múltiple, una malaltia autoimmunitària en els éssers humans que resulta en la destrucció gradual dels axons del SNC que recobreixen la beina de mielina. El virus del ratolí TMEV comparteix una seqüència de tretze aminoàcids (His-Cys-Leu-Gly-Lys-Trp-Leu-Gly-His-Pro-Asp-Lys-Phe) (epítop PLP (proteïna proteolípida) 139-151) amb aquest d'un epítop específic de mielina humana. El dany de la mielina transeünt és causat per cèl·lules T h 1 específiques de virus que reaccionen de forma creuada amb aquest autoepítop. Per provar l'eficàcia en la qual TMEV utilitza el mimetisme molecular en el seu benefici, es va inserir una seqüència de l'epítop específic de mielina humana en una variant de TMEV no patògena. Com a resultat, hi va haver una resposta de cèl·lules T CD4 + i es va iniciar la desmielinització autoimmunitària mitjançant la infecció amb un lligant peptídic de TMEV. En humans, s'ha demostrat recentment que hi ha altres possibles objectius per al mimetisme molecular en pacients amb esclerosi múltiple. Aquests involucren al virus de l'hepatitis B que imita la proteïna proteolípida humana (proteïna de la mielina) i al virus d'Epstein-Barr que imita l'anti-mielina glicoproteïna oligo-dendrocitària (contribueix a un anell de mielina al voltant dels vasos sanguinis).

### Trastorns musculars
La miastènia gravis és una altra malaltia autoimmunitària comuna. Aquesta malaltia provoca debilitat muscular fluctuant i fatiga. La malaltia es produeix a causa de anticossos detectables produïts contra el receptor d'acetilcolina humà. El receptor conté una seqüència de set aminoàcids (Trp-Thr-Tyr-Asp-Gly-Thr-Lys) en la subunitat α que demostra reactivitat immunològica creuada amb un domini inmunodominant compartit de GPD del virus de l'herpes simple (VHS). De manera similar a VIH-1, la GPD també ajuda a unir-se a les quimiocines en la superfície cel·lular de l'hoste per ingressar a l'hoste. La reactivitat creuada de l'autoepítop (subunitat α de el receptor) amb els anticossos produïts contra el VHS suggereix que el virus està associat amb l'inici de la miastènia greu. El HSV no només causa reactivitat creuada immunològica, sinó que el pèptid GPD també inhibeix competitivament la unió de l'anticòs produït contra la subunitat α al seu pèptid corresponent a la subunitat α. Malgrat això, encara es produeix una resposta autoimmunitària. Això mostra a més una homologia de seqüència immunològicament significativa amb el lloc biològicament actiu de el receptor d'acetilcolina humà.